# 索姆勒兹
索姆勒兹（法語：Somme-Leuze，法語發音：[sɔm løz]）是比利时瓦隆大区那慕爾省迪南区的一个市镇，位于那慕尔、列日、卢森堡三省交界处，通行法语，是比利时法语社群的一部分，面积95.09平方千米，人口5,587人（2018年1月1日）。